# Saison 10 de Danse avec les stars
La dixième saison de l'émission française de divertissement Danse avec les stars a été diffusée du 21 septembre 2019 au 23 novembre 2019 sur TF1. Elle a été animée par Camille Combal et Karine Ferri.
L'émission a été remportée par le nageur handisport Sami El Gueddari, aux côtés de la danseuse Fauve Hautot.

## Participants
Lors de cette saison 10 de Danse avec les stars, 10 couples formés d'une star et d'un danseur professionnel se sont affrontés. Il y avait 10 célébrités : 6 hommes et 4 femmes, soit une célébrité de moins que lors de la saison précédente.
| Personnalité     | Occupation                                        | Partenaire         | Statut                        |
| ---------------- | ------------------------------------------------- | ------------------ | ----------------------------- |
| Sami El Gueddari | champion handisport de natation                   | Fauve Hautot       | Vainqueur le 23 novembre 2019 |
| Ladji Doucouré   | double champion du monde d'athlétisme             | Inès Vandamme      | Deuxième le 23 novembre 2019  |
| Elsa Esnoult     | chanteuse, comédienne                             | Anthony Colette    | Troisième le 16 novembre 2019 |
| Azize Diabaté    | comédien                                          | Denitsa Ikonomova  | éliminé le 7 novembre 2019    |
| Linda Hardy      | Miss France 1992, mannequin, comédienne           | Christophe Licata  | éliminée le 2 novembre 2019   |
| Clara Morgane    | mannequin, chanteuse, animatrice de télévision    | Maxime Dereymez    | éliminée le 26 octobre 2019   |
| Yoann Riou       | journaliste sportif                               | Emmanuelle Berne   | éliminé le 19 octobre 2019    |
| Hugo Philip      | mannequin, influenceur                            | Candice Pascal     | éliminé le 12 octobre 2019    |
| Moundir Zoughari | candidat de télé-réalité, animateur de télévision | Katrina Patchett   | éliminé le 5 octobre 2019     |
| Liane Foly       | chanteuse, comédienne                             | Christian Millette | éliminée le 28 septembre 2019 |

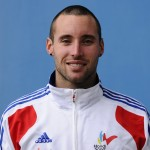
Sami El Gueddari
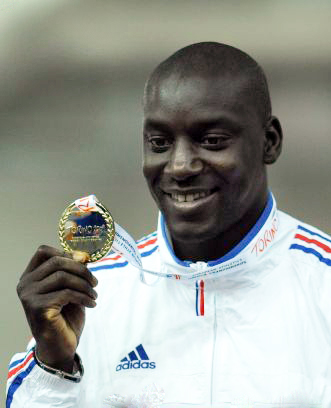
Ladji Doucouré
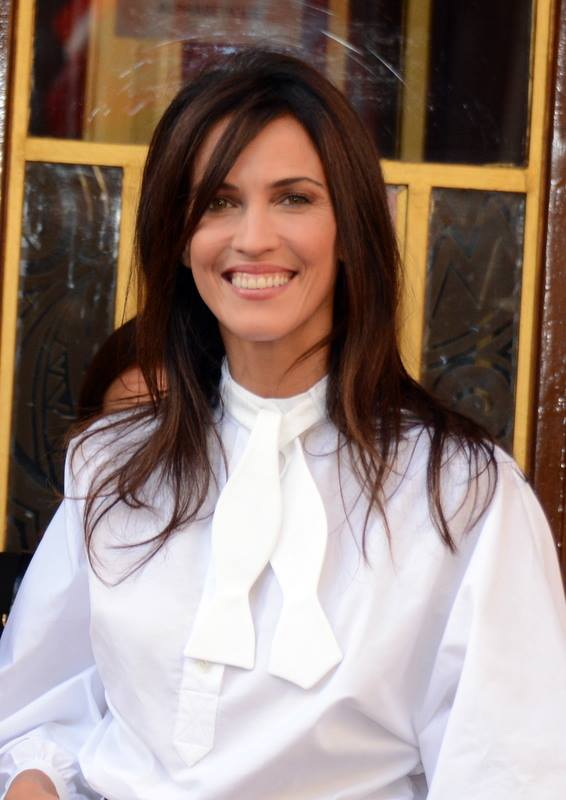
Linda Hardy
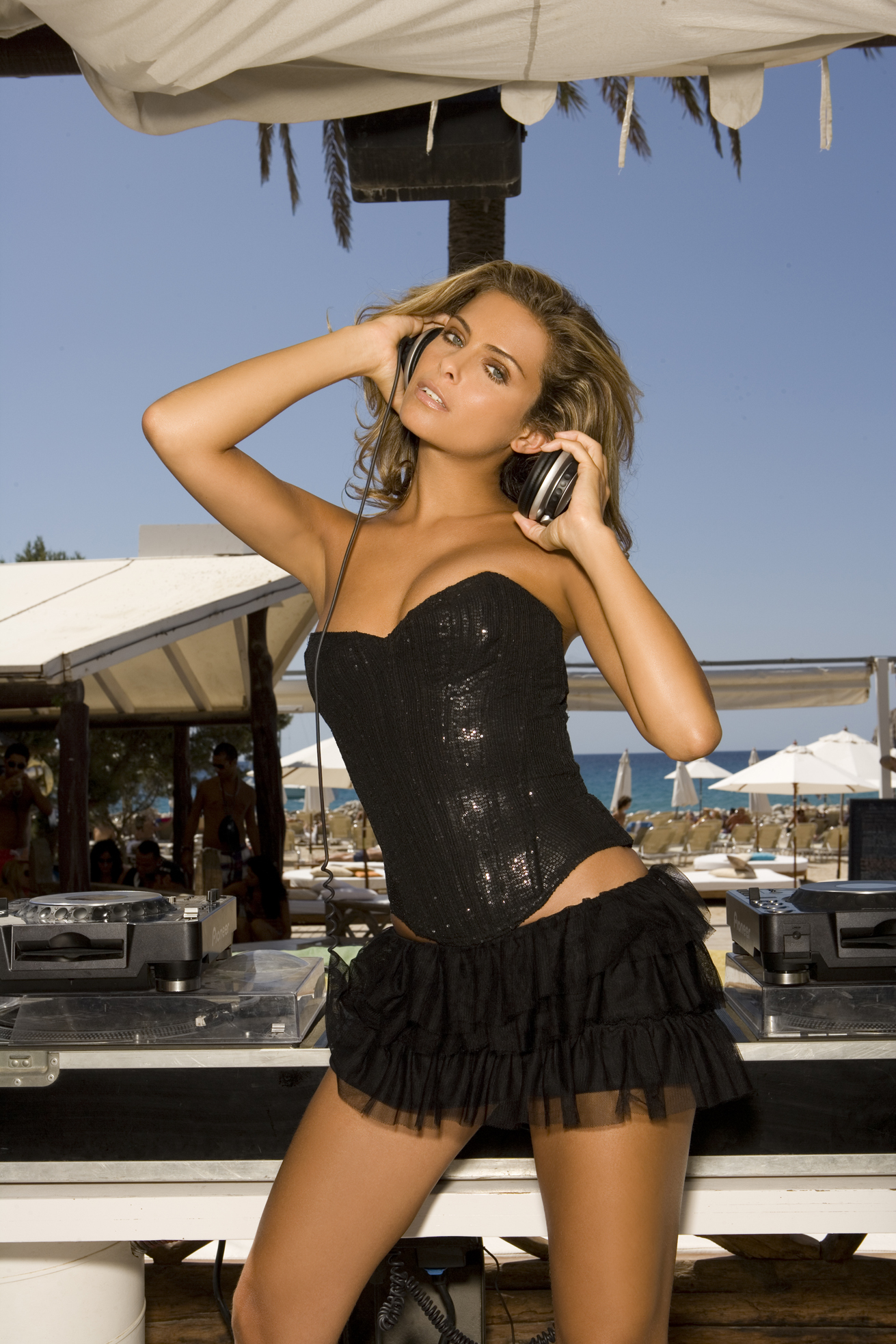
Clara Morgane
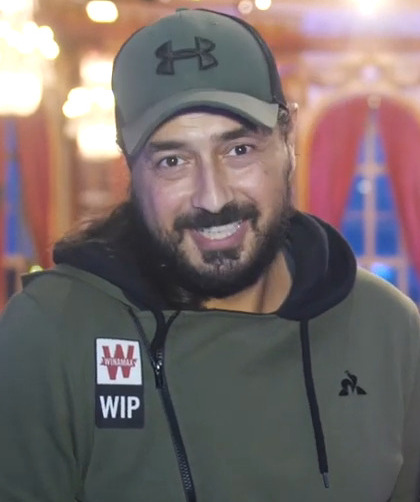
Moundir Zoughari
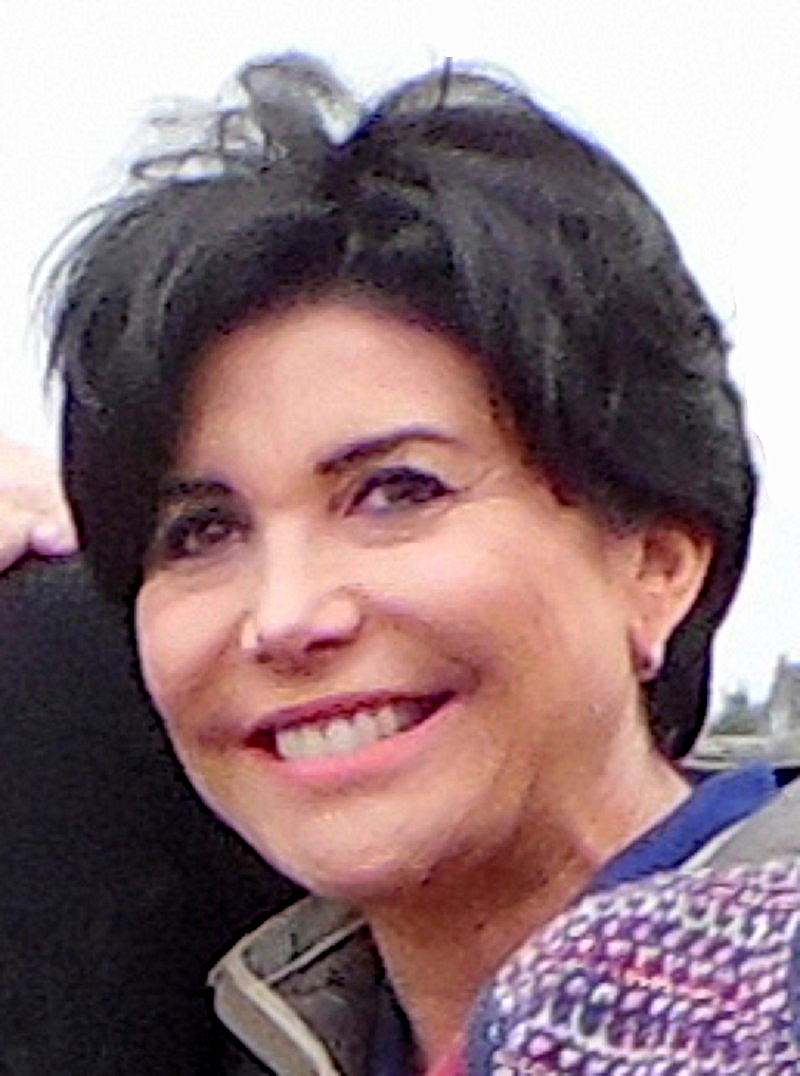
Liane Foly

## Invités musicaux
- 19 octobre 2019 : Loïc Nottet – 29.
- 19 octobre 2019 : Amel Bent – La Fête.
- 26 octobre 2019 : M. Pokora – Tombé et Les Planètes.
- 2 novembre 2019 : Lenni-Kim – Minuit.
- 7 novembre 2019 : Vincent Niclo et Laëtitia Milot – Loin d'ici.
- 16 novembre 2019 : Jenifer – On oublie le reste.
- 23 novembre 2019 : Mika – Dear Jealousy.
- 23 novembre 2019 : Elsa Esnoult – Androgyne.

## Production
Une nouvelle danseuse intègre l'émission : Inès Vandamme.

### Candidats
Comme tous les ans, le casting final de l'émission fait l'objet de rumeurs. Dès juillet 2019, sont notamment évoqués les noms du commentateur sportif Yoann Riou, des comédiens Elsa Esnoult, Azize Diabaté et Gil Alma, du champion d'athlétisme Ladji Doucouré, des anciennes Miss France Marine Lorphelin, Camille Cerf et Maëva Coucke, qui auraient passé le casting, tout comme les comédiennes Solène Hébert, Lou Jean, Esther Valding et Linda Hardy.
Le 19 juillet 2019, TF1 annonce officiellement le nom de la première candidate de cette dixième saison : la chanteuse Liane Foly.
Le 23 juillet 2019, TF1 annonce la participation de Linda Hardy, Miss France 1992, jouant notamment de la série Demain nous appartient sur TF1.
Le 26 juillet 2019, TF1 confirme la participation du comédien de la série  Les Bracelets rouges, Azize Diabaté.
Le 2 août 2019, le mannequin et influenceur Hugo Philip annonce en interview qu'il participera à la saison 10 de Danse avec les stars. Il est le compagnon et père de l'enfant de Caroline Receveur, candidate de la saison 7. Le même jour, TF1 officialise sa participation.
Le 22 août 2019, TF1 confirme la participation de Moundir, ancien candidat de l'émission Koh-Lanta (saison 3 en 2003) et animateur de télévision.
Le 23 août 2019, la comédienne Elsa Esnoult confirme sa participation à l'émission sur son compte Twitter.
Le 27 août 2019, les journalistes de la Matinale de LCI dévoilent le nom d'un nouveau candidat : Sami El Gueddari, champion paralympique de natation. Il est le premier athlète paralympique de l'histoire de Danse avec les stars.
Le même jour, l'animatrice de télévision Clara Morgane est confirmée au casting par TF1.
Le 28 août 2019, TF1 confirme la participation du journaliste sportif Yoann Riou et celle du champion du monde d'athlétisme Ladji Doucouré.

### Déroulement
Le prime no 8 a été diffusé le jeudi 7 novembre 2019, en raison de la cérémonie des NRJ Music Awards 2019, retransmise le surlendemain.

## Autour de l'émission

### Présentation
La présentation reste inchangée par rapport à la neuvième saison : Camille Combal et Karine Ferri sont à l'animation de cette dixième saison.

### Jury
Le jury demeure inchangé par rapport à la neuvième saison : Patrick Dupond, Shy'm, Jean-Marc Généreux et Chris Marques sont au bureau des juges de cette dixième saison.

### Danseurs professionnels
La danseuse Marie Denigot, qui a participé aux saisons 7, 8 et 9 aux côtés d'Artus, de Lenni-Kim et de Jeanfi Janssens, ne revient pas dans l'émission cette année.
Le 23 août 2019, le danseur Jordan Mouillerac, qui a participé aux saisons 8 et 9 aux côtés de Hapsatou Sy et de Carla Ginola, annonce à son tour qu'il ne revient pas dans l'émission cette année.
Une nouvelle danseuse intègre l'émission : Inès Vandamme.